# フランツ・ゼルテ
フランツ・ゼルテ（ドイツ語: Franz Seldte、1882年6月29日 - 1947年4月1日）は、ドイツの陸軍軍人、政治家。退役軍人で作られた準軍事組織「鉄兜団、前線兵士同盟」の団長であり、ヒトラー内閣の労働大臣。

## 経歴
マクデブルク出身。父はソーダ水や化学薬品を生産する工場を経営していた実業家だったヴィルヘルム・ゼルデ（1849-1895）であった。3人兄弟の長男として生まれた。小学校卒業後、マグデブルクのギムナジウム「Wilhelm-Raabe-Schule」を卒業。その後セールスマンとして働きながらブラウンシュヴァイク科学技術大学とグライフスヴァルト大学で学んだ。大学を出た後、父の仕事を引き継いだ。1906年、マクデブルクで第66歩兵連隊に1年間の志願兵として従軍し、プロイセン軍の予備役将校となった。1907年春、1歳年下のヒルデガルト・マルティンと結婚し、3人の子供をもうける。

### 第一次世界大戦
1914年8月から第一次世界大戦ではドイツ帝国陸軍の将校として志願した。1916年のソンムの戦いでは、機関銃中隊のリーダーとして出兵したが、負傷して左腕を失った。回復後の1917年にエーリッヒ・フォン・ファルケンハイン将軍の勧めで前年に設立されたハンス・フォン・ヘフテン大佐指揮下の外務省軍事局（MAA）に入局した。ゼルテは最前線の特派員に任命され、戦線の映画とニュースのチームを率いた。一級鉄十字章と二級鉄十字章を受章し、さらに予備役大尉に昇進した。1918年6月から11月にかけては、フォン・ヘフテン大佐によって戦争プロパガンダの目的で1917年1月に創設され、アレクサンダー・グラウ少佐が率いていたビルト・ウント・フィルム局（BuFA）の対外事務所に所属していた。

### 鉄兜団の創設

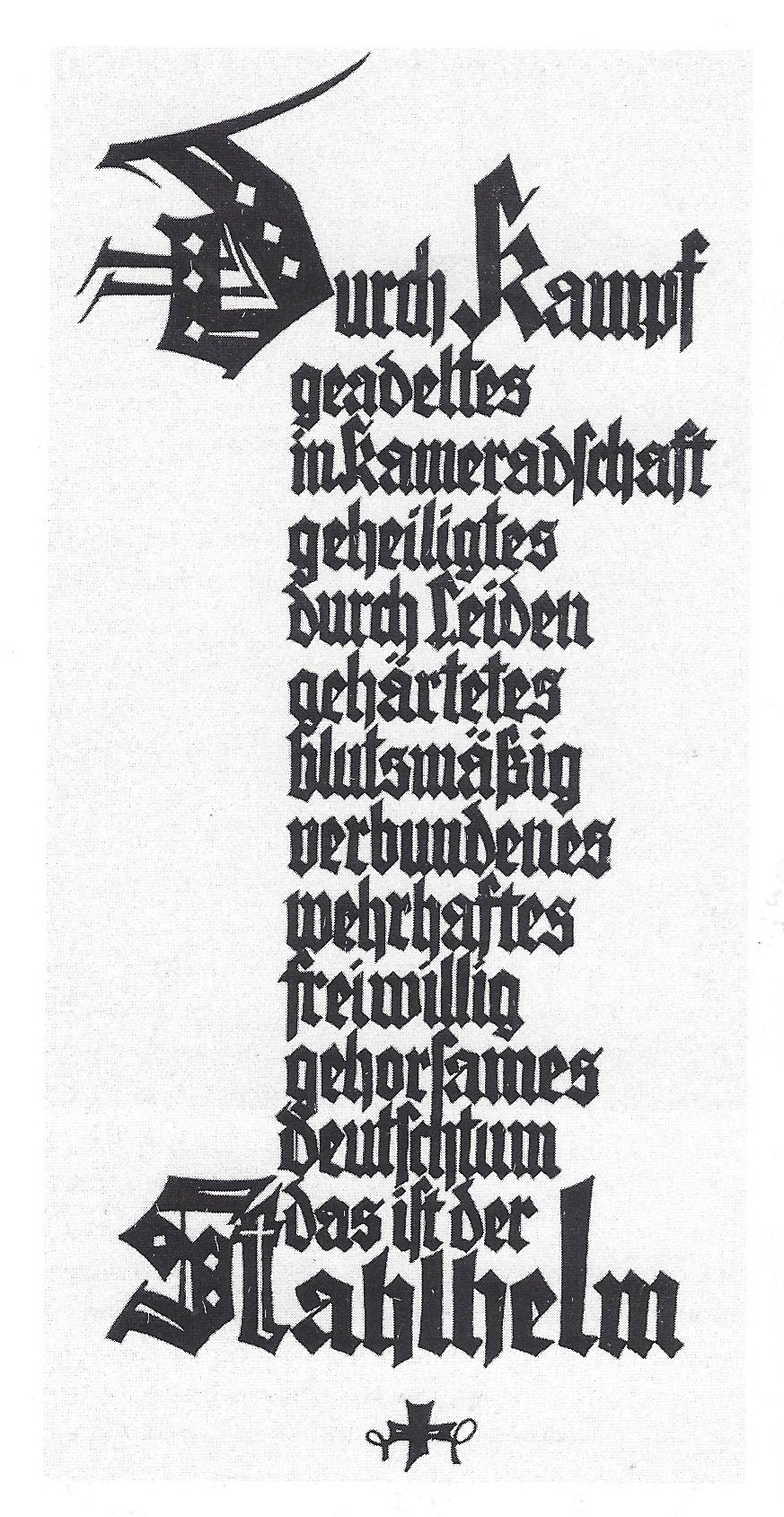
鉄兜団の標語

ドイツ革命により帝政が崩壊し、さらにドイツが敗戦した後の1918年12月25日にゼルテは退役軍人を中心にした鉄兜団、前線兵士同盟（以下鉄兜団）を創設した。連盟の目的は、マグデブルクに帰還した復員兵に故郷を与え、戦線の精神を祖国に伝え、兵士の利益を代表し、ボルシェヴィズムとの闘いに参加することであった。1914年以前から国民自由党に接近していたゼルテは、ドイツ革命期の変わり目には、ドイツ人民党（略称DVP）の地方支部の有力な創設メンバーの一人でもあった。DVPの党員ともなり、マクデブルク市審議会の会員にもなった。ゼルテは背後の一突き論に則り、「最終的にドイツ軍は野戦軍の背中に倒れ込んだ」と主張した。
1919年夏、鉄兜団はドイツ全土に地方グループを結成し始めた。1920年3月14日、マグデブルクで最初の「帝国戦線議事堂」が開催され、その中でゼルテが、それまでの議長であり共同創設者であったマグデブルクの弁護士グスタフ・ビューンガーに代わり、鉄兜団最初の連盟指導者に選出された。1924年からはテオドール・デュスターベルクと二人で共同団長となった。カップ一揆が失敗し（ゼルテはこれに反対したが、連盟の支持者の中にはファシストへのシンパもいた）、右翼の住民兵やフライコーアが解散した後、ゼルテは鉄兜団を準軍事組織的な軍事団体へと変貌させた。2年後、連盟はすでに10万人以上の会員を有していた。

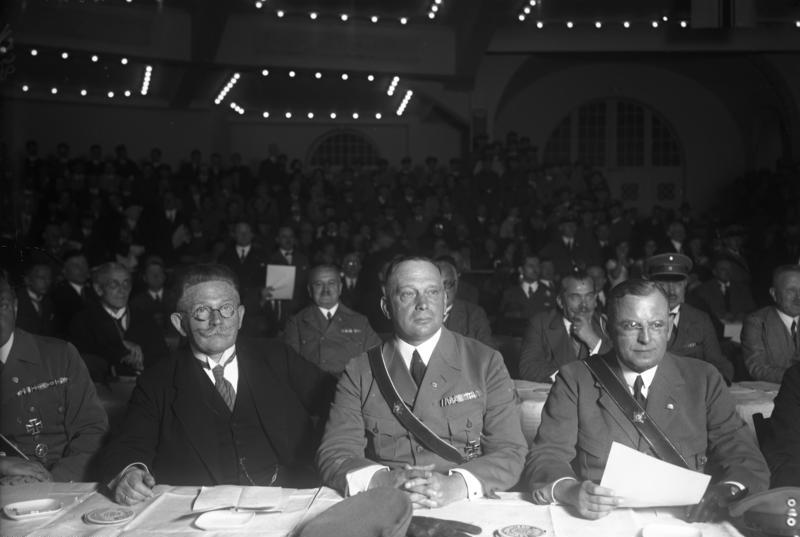
1929年9月24日、国家人民党の大会に臨席したゼルテ(右側の人物)
左側にアルフレート・フーゲンベルク

鉄兜団は名目上は無党派であり、退役軍人団体として新しい共和政を承認し、急進的な政治潮流と戦うという主張のもとに設立されたが、実際には当初からヴァイマル共和政と明確に対立していた。綱領的には、シュタールヘルムはもはや古典的な退役軍人ではなく、政治化された世界大戦の最前線の兵士を対象としており、伝統と社交性の維持に関心を寄せる旧式の戦士協会とは一線を画していた。1922年1月16日、帝国建国の祝典がマクデブルクのクリスタルの宮殿で行われ、連盟は8月11日のワイマール憲法調印記念日（憲法記念日）の代わりに、1871年のドイツ統一を記念して、1932年までマクデブルクで祝典を行った。DVP党員として原則的に憲法に忠実であったゼルテは、国軍や他の反共和主義政党や組織とコネクションを持っており、自身と自身の組織が国民保守派の指導権を握ることを望んでいた。
反民主主義、反共和制、反ヴァイマル共和国、「強い政府」による独裁的権威主義的国家体制の再確立を掲げる鉄兜団は、保守的な退役軍人から強い支持を集めた。ゼルテやデュスターベルクの指導のもと、鉄兜団はドイツ最大の義勇軍（フライコール）となった。鉄兜団の反共和主義的な活動には、同じく1924年にヴァイマル共和国を擁護するためにマクデブルクで設立された軍事団が国旗団が対抗し、鉄兜団を凌ぐ共和国時代最大の会員数を擁する政治的大衆組織へと発展した。1926年10月7日、ベルリンのシュタールヘルム＝ランデスヴァーバンドの理事会で、ゼルテは「Hinein in den Staat（国家の中へ）」というスローガンを発表した。その後、鉄兜団指導部と右派政党ドイツ国家人民党（DNVP）およびDVPの国会議員との間で、手を組むことについての交渉が行われたが、失敗に終わった。1927年12月、DVP党首グスタフ・シュトレーゼマンの外交政策路線に反対して、ゼルテを含む鉄兜団所属の代議員は、全員DVPを辞職した。1928年の選挙後のDNVP派の78人の帝国議会代議員のうち、21人が鉄兜団に所属していた。
1929年には国家社会主義ドイツ労働者党（ナチス党）や他の保守・右翼勢力と連携してヤング案に反対する大抗議運動を起こした。さらに1931年にはナチス党やドイツ国家人民党、その他の保守・右翼勢力とともに「ハルツブルク戦線」を組織してハインリヒ・ブリューニング首相とヴァイマール共和制への批判運動を行った。しかしナチス党首アドルフ・ヒトラーはナチス党が巨大な保守・右翼連合体の一下部組織にされることを好まず、距離を取ろうとするようになった。また伝統的なプロイセン退役軍人が多かった鉄兜団の方でもナチス党の過剰な反ユダヤ主義思想や社会主義に近い経済思想に対しては嫌悪感を示すようになっていった（鉄兜団は社会主義的傾向の強いナチス党左派グレゴール・シュトラッサーを特に嫌悪していた）。そのためナチスとの同盟関係はすぐに溶解した。その後、鉄兜団はドイツ国家人民党とのみ同盟関係を維持した。

### ナチ党政権
1932年の大統領選挙では鉄兜団と国家人民党はデュスターベルクを統一候補に立てたが、惨敗した。1933年1月に首相となったアドルフ・ヒトラーはまずデュスターベルクに入閣を求めたが、拒否したため、ゼルテが代わりに入閣を求められて労働相となった。ゼルテは長年のライバルであったデュスターベルクを再び出し抜いた。同年3月の選挙では、国家人民党との政党連合「黒白赤」から出馬したが、得票率は8.0％にとどまり、惨敗した。それでもゼルテはDNVPの「客人」として帝国議会に議席を得た。その後の選挙でナチ党代議員として返り咲き、ナチ党政権が終わるまで国会議員の地位に留まった。彼は1933年3月23日にヒトラーの全権委任法に賛成票を投じた。その数日後、ブラウンシュヴァイクにおいて、デュスターベルクを筆頭とする連盟内の民族保守派とナチスとの間に潜在的な対立関係がエスカレートし、ゼルテは1933年4月末に鉄兜団の唯一の指導者であることを主張し、それまで同等の権利を持っていた連邦指導者デュスターベルクを解任し、自身に従わないすべての州指導者を連盟評議会から追放した。ゼルテは、ラジオ放送の演説の中で、自身とすべての鉄兜団団員が「総統アドルフ・ヒトラーに一致団結した兵士団として」服従することを宣言した。同時に、DVPを離党して以来無党派であったゼルテは、1933年4月27日にナチ党に入党した（党員番号3,805,234）。ナチスは「ヒトラーによる指導の成功」を認める象徴的な行為としてゼルテを歓迎した。
1933年6月にゼルテは、鉄兜団員に対してナチ党以外のいかなる党籍を禁じた。また18歳から35歳の団員はナチ党の突撃隊（SA）に編入され、鉄兜団の青年組織はヒトラーユーゲントに編入され、6月21日に最終的に鉄兜団は突撃隊に吸収されて消滅した。ゼルデ自身も同年7月に突撃隊に移籍し、突撃隊大将となり、突撃隊最高指導部の経済局長に任命された。
1934年3月、突撃隊に統合されていない旧鉄兜団員を集めた後継組織であった、「国家社会主義ドイツ前線戦士連盟」（Nationalsozialistischer Deutscher Frontkämpferbund）が結成され、ヒトラーはゼルテを指導者に任命した。連盟は当初伝統的な団体として存続していたが、1934年から35年の冬にゼルテは、国軍との関係を構築しようと試みたが、軍部からの関心は低く、1935年3月の一般徴兵制の再導入によって時代遅れになった。しかし連盟はヒトラーにより解散となり、残りの団員も突撃隊に編入され、1935年11月7日に完了した。

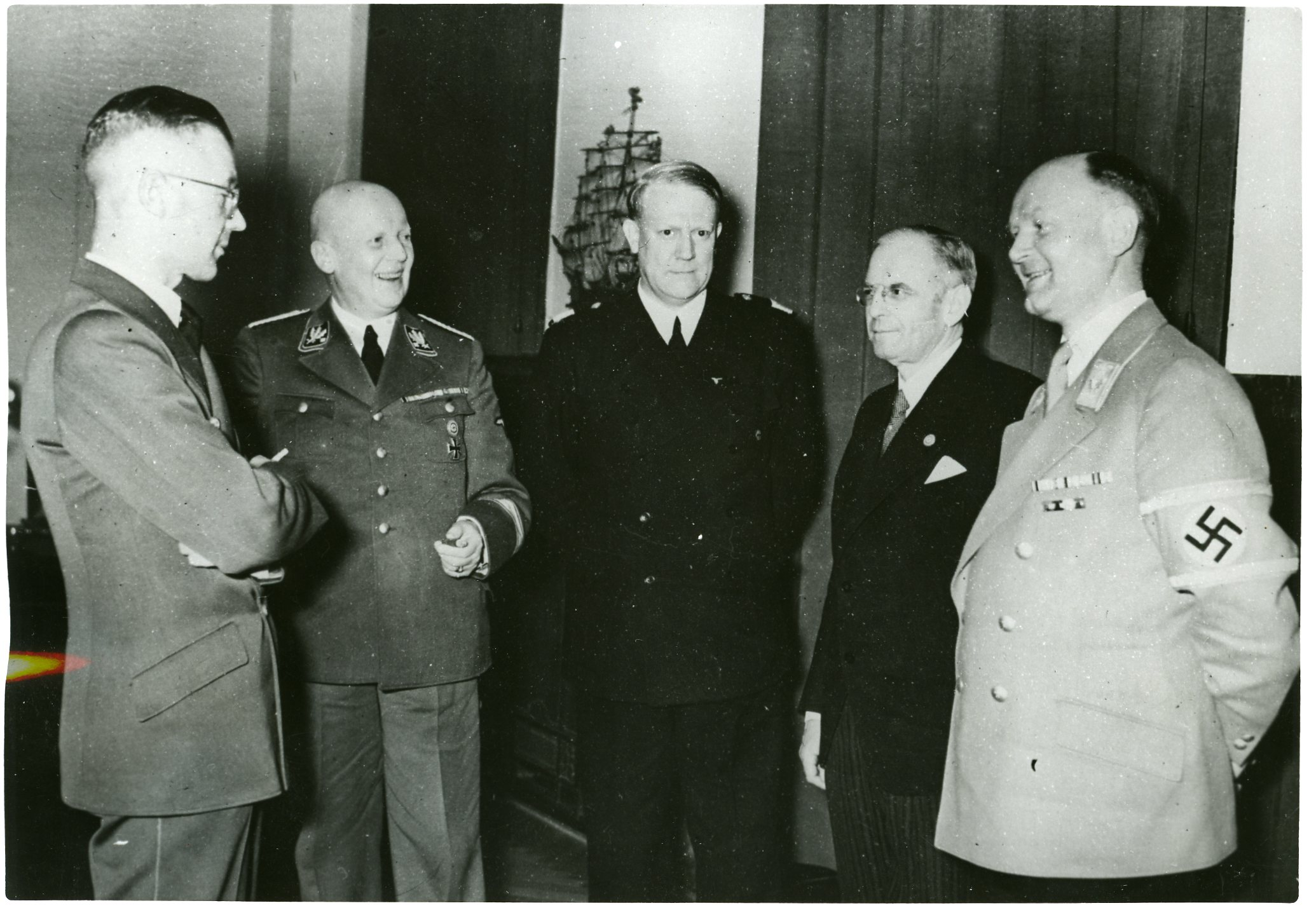
1942年2月14日、訪独中のヴィドクン・クヴィスリング（中央）と会ったゼルテ（右から2人目）

1934年の長いナイフの夜の際にはデュスターベルクが逮捕されたが、ゼルテの方は第二次世界大戦でドイツが敗戦するまで労働相の地位を保持した。労働大臣として、ゼルテは1933年4月22日に「非アーリア系」医師の健康保険免許を剥奪する法令に署名した。同年年9月には、公営住宅のガイドラインを発表し、すべての給付を「アーリア系」で、「人種的に価値があり、遺伝的に健康な家族」に制限し、「非アーリア系」のユダヤ人だけでなく、「劣等な入植者、すなわち遺伝性の精神的・肉体的病弱に苦しむ人々」も給付対象から排除した。ゼルテはこうして、ニュルンベルク法の2年前に既に、国家社会主義者の人種的・民族的イデオロギーを社会法制において効率的に実行した。ゼルテは1945年まで国会議員であり続け、政治的影響力はなかったが、ナチ党政権内の重要な組織的な仕事を担当した。1937年、ゼルテはヒトラーに黄金ナチ党員バッジを授与されたが、1938年以降、ヒトラーと個人的に接触することはなかった。1941年1月30日、親衛隊少将に任命された。
とはいってもナチ政権内でのゼルテは、実権をほとんどない形式的な閣僚にすぎず、労働政策の実権は軍需相アルベルト・シュペーアと労働力配置総監フリッツ・ザウケルが掌握していた。1935年にはヒトラーに辞職の許可を願い出ているが、却下されている。逆にプロイセン州政府の労働相の兼務を命じられ、ヘルマン・ゲーリング率いるプロイセン州政府の一員となった。この任命により、ゼルテはプロイセン枢密院議員となった。
1945年4月、ヒトラーは自殺直前に政治的遺言をしたため、その中で自らの後継者としてカール・デーニッツを大統領、ヨーゼフ・ゲッベルスを首相とする内閣を指名した。ただその中ではゼルテの名は外され、労働大臣には軍需省計画局長のテオ・フップアウアーが指名されている。ただし、ベルリン市街戦による混乱のため、ヒトラーの遺言は一部を除いてデーニッツの元には届かなかった。このため、デーニッツは自ら樹立したフレンスブルク政府において、独断でゼルテを労働相に留任させた。

### 逮捕と死
第二次世界大戦後にアメリカ軍により逮捕され、1945年8月まで、他のナチ党幹部や国防軍幹部とともに、ルクセンブルクのバート・モンドルフにある捕虜収容所No.32キャンプ・アシュカンに収容された。ゼルテはニュルンベルク継続裁判の一つ大臣裁判への起訴がほぼ決まっていたが、裁判開始直前にフュルトのアメリカ軍事病院で尿毒症により死去した。ゼルテはテーゲルンゼーのカトリック墓地に埋葬された。

## 人物
米軍の勾留記録によると身長は170センチ。
個人的にはヒトラーやナチズムに対し不信感を持っており、大臣になった後も距離を置いた。ゼルテに限らず、ヒトラーの政策に否定的な感情を持つ閣僚は少なくなかった。

## 評価
ゼルテの評価はナチス・ドイツ時代の人物として争点になっている。
ヒトラーに抵抗出来なかった愚か者と批判される一方、作家のエッケハルト・クラウサの証言では、ゼルテには1933年の春事件が起きるまで、反乱を実行する機会があったと説明した上で、反ナチ運動家を保護していたと話している。
フォルカー・ベルクハーンは、ゼルテは1933年春に、外部からの強い圧力にさらされ、デュスターベルクを失脚させることを長い間ためらったと指摘している。また、第二次世界大戦後にゼルテを「鉄兜団の裏切り者」と決めつけ、連盟の失敗の責任を一身に負わせるような描写が広まったが、これは基本的に他の元鉄兜団指導者たちの自己正当化文献（デュースターベルクの『鉄兜団とヒトラー』）に基づくもので、彼らは鉄兜団支持者の大多数が実際に熱望し歓迎したナチ党政権から距離を置こうとした。しかし、鉄兜団の連盟指導部は1933年1月のヒトラー首相就任を全会一致で支持していた。
ゼルテのナチ党政権時代の国家大臣としての政治的役割は長い間取るに足らないものであり、その地位は弱く、影響力もないとされてきた。また、ナチ党政権に関する歴史研究において、ゼルテは専門知識もなく、野心もほとんどない人物とみなされてきた。しかし、ナチスによる犯罪の実行における大臣官僚の共同責任に対する関心が高まり、2014年に連邦労働大臣ウルズラ・フォン・デア・ライエンによって任命された、帝国労働省の歴史を再評価する6人の歴史家委員会の活動によって大きく促進された。調査結果によれば、ゼルテ率いる省は、ナチ党政権を安定させ、労働力を供給し、戦争末期まで全力で戦争を継続させた効率的な当局であったと見なされている。

## 文献
- Manfred Wille著「Magdeburger Biographisches Lexikon」Magdeburg 2002。 ISBN 3-933046-49-1